# Willy Michel (Politiker)
Willy Michel (* 24. Oktober 1885 in Halle (Saale); † 13. April 1951 in Minden) war ein deutscher Politiker der SPD.

## Leben und Beruf
Willy Michel absolvierte die Volksschule und war danach als Mitarbeiter bei verschiedenen Zeitungen tätig. 1931 bis 1933 war Willy Michel Sekretär des SPD-Unterbezirks Minden. Im Jahr 1933 befand er sich nach der Machtergreifung der Nationalsozialisten zeitweise in Haft durch die Gestapo, Michel wurde für die gewaltsamen Ausschreitungen in Minden nach dem Mord an Reichsaußenminister Walter Rathenau im Jahr 1922 verantwortlich gemacht. Von 1933 bis 1941 war er als selbstständiger Friseurmeister in Minden tätig. Im Jahr 1945 arbeitete er als Buchhalter und Bürogehilfe für eine Flugzeugwerkstatt in Minden (Minderheide?). Von Januar bis Februar 1945 war Willy Michel zum Volkssturm dienstverpflichtet.

## Partei
Willy Michel war seit 1907 Mitglied der SPD im Ortsverein Minden und seit 1908 dessen Vorsitzender. Seit 1919 war er Parteisekretär der SPD im Unterbezirk Minden-Lübbecke. Wenige Tage nach der Einnahme Mindens durch englisch-kanadische Truppen im April 1945 wurde Willy Michel geschäftsführender Vorsitzender der Sozialdemokraten in Minden. Nach dem Zweiten Weltkrieg war er Unterbezirksvorsitzender der SPD im Kreis Minden.

## Abgeordneter
Willy Michel wurde 1919 als einer der ersten Sozialdemokraten Mitglied der Stadtverordnetenversammlung der Stadt Minden, das vorherige preußische Dreiklassenwahlrecht erschwerte den Sozialdemokraten während des Kaiserreichs den Gewinn von Mandaten in den Parlamenten. Bis 1922 blieb Michel Mitglied des Mindener Stadtparlaments und war in führenden Ämtern seiner Fraktion tätig. Von 1919 bis 1921 war Michel Mitglied der preußischen verfassunggebenden Versammlung und von 1921 bis 1933 für die SPD Mitglied des Preußischen Landtags. Nach dem Zweiten Weltkrieg war Willy Michel von Oktober 1946 bis April 1947 Mitglied des von der britischen Militärregierung ernannten ersten und zweiten Landtags Nordrhein-Westfalen. Von 1946 bis zu seinem Tod war er Mitglied des Kreistages des Kreises Minden.

## Öffentliche Ämter
Nach seiner Wahl durch den Kreistag wurde Willy Michel am 27. April 1946 von der britischen Militärregierung zum Landrat des Kreises Minden ernannt, nach der ersten Kreistagswahl wurde er in diesem Amt am 23. Oktober 1946 von dem CDU-Politiker Heinrich Wehking abgelöst. von 1948 bis zu seinem Tod im Jahr 1951 war er als Nachfolger von Heinrich Wehking erneut Landrat des Kreises Minden.